# Pastoralis
Pastoralis ist eine Enzyklika, die am 25. Juni 1891 durch Papst Leo XIII. veröffentlicht wurde. Er wandte sich mit dieser Enzyklika, die den Untertitel „Über die Religionsgemeinschaften“ trägt, an das portugiesische Episkopat.

## Die Religionsgemeinschaften
- Eingangs erwähnt der Papst, dass er die Entscheidung zur Stärkung der Religionsgemeinschaften in Portugal sehr begrüße. Die portugiesische Bischofskonferenz, die kürzlich in Braga abgehalten worden war, habe ihm eine Nachricht übermittelt, die er nun mit diesem Apostolischen Rundschreiben beantworten werde. Es sei der Beharrlichkeit dieser Konferenz zu verdanken, dass die Pläne in die Wirklichkeit umgesetzt worden sind und zu einem fruchtbaren Ergebnis führten.
- Den portugiesischen Bischöfen überträgt er nachdrücklich die Verantwortung, gemeinsam mit dem Laienstand, für eine christliche Religionsgemeinschaft einzutreten. Den jährlich abzuhaltenden Bischofskonferenzen weist er eine Kontrollfunktion zu, sie seien die Bewahrer und Verwalter des kanonischen Rechts und überdies erwarte er die Intensivierung der Ausbildung von geeigneten Laien und Priestern.
- Die Zusammenarbeit der katholischen Religionsgemeinschaft mit den Verbänden und der Regierung Portugals sei eine Grundlage, die der Gesellschaft gewisse Regeln und Disziplin vermitteln könne. Es sei gerade die Gesellschaft, die in Freiheit und in der Verantwortung zur christlichen Bevölkerung Portugals beitrage. Der Papst geht in dieser Enzyklika nochmals auf die Umwälzungen in der Gesellschaft ein und hebt den Charakter der religiösen Bildung hervor.